# Horuan
Horuan is een bestuurslaag in het regentschap Padang Lawas van de provincie Noord-Sumatra, Indonesië. Horuan telt 419 inwoners (volkstelling 2010).